# Georg Radziwill (Kardinal)

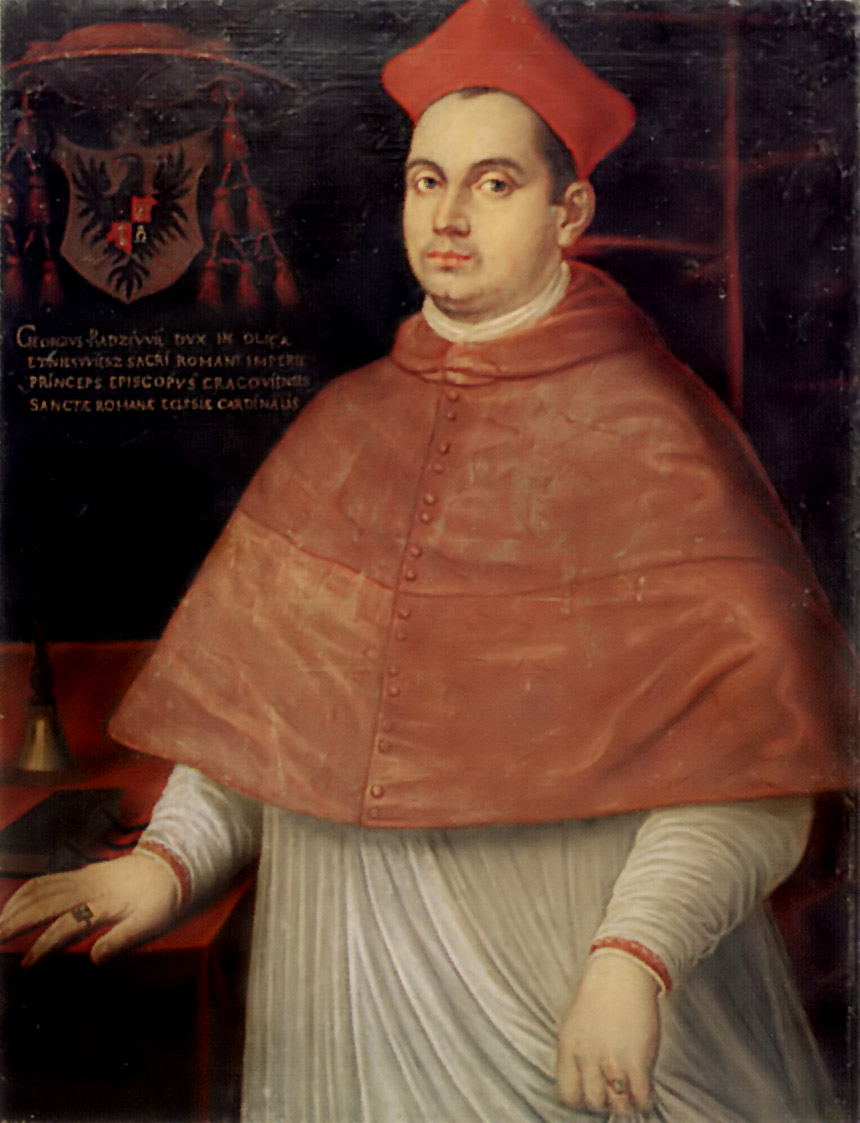
Georg Kardinal Radziwill mit Kardinalswappen (Gemälde des 16. Jhd.)

Georg Radziwill (polnisch Jerzy Radziwiłł, * 31. Mai 1556 in Vilnius, Litauen; † 21. Januar 1600 in Rom; deutsch Georg Radziwill, litauisch auch Jurgis Radvila) war ein Kardinal der römisch-katholischen Kirche. 

## Leben

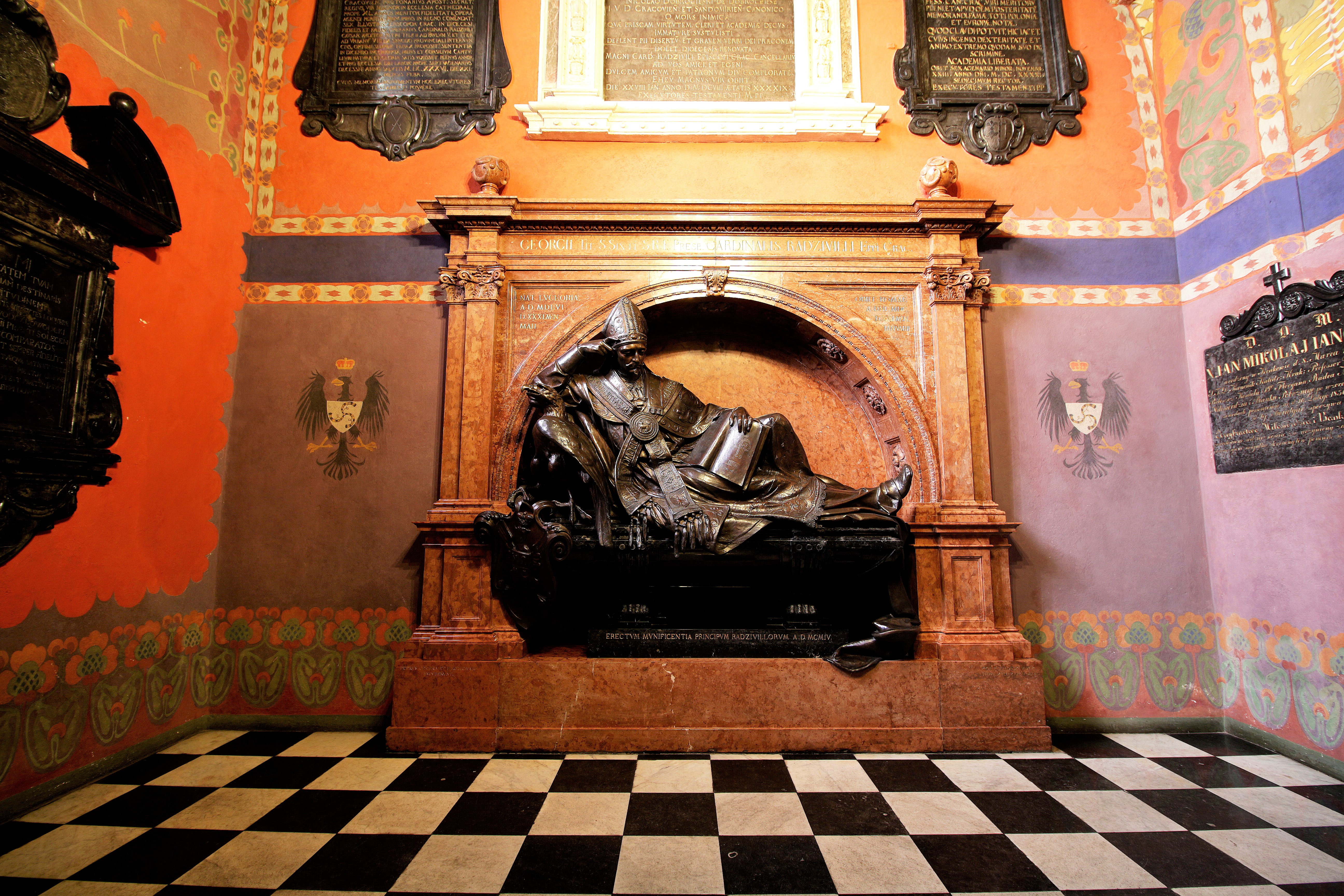
Radziwill-Grabmal (Pius Weloński), Szafraniec-Kapelle der Wawel-Kathedrale, Krakau

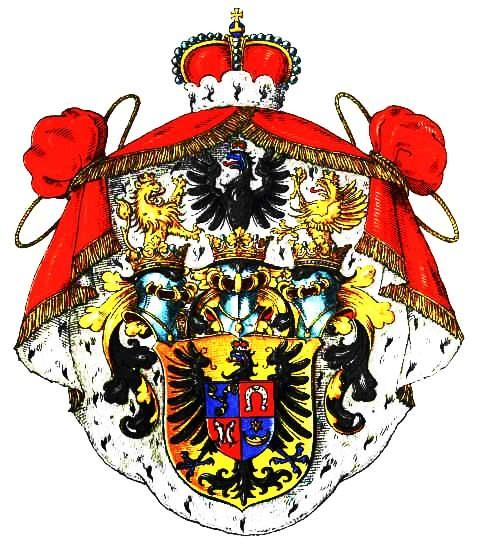
Fürstenwappen der Radzeiwill, der Wappenschild war auch Kardinalswappen umgeben mit den Insignien, Galero und Quasten

Radziwiłłs Eltern waren Mikołaj Radziwiłł „der Schwarze“ und Elżbieta Szydłowiecka. Er studierte in Leipzig und Rom.
Am 17. Dezember 1574 wurde er zum Koadjutorbischof des Bistums Wilna bestellt. Am 31. Dezember 1579 folgte er dem am gleichen Tag verstorbenen Walerian Protasewicz als Bischof von Wilna nach; er wurde Statthalter (namiestnik) von Livland. Am 10. April 1583 erhielt er von Bischof Cyprian Wilinski, dem Weihbischof in Vilnius, das Sakrament der Priesterweihe.  
Am 12. Dezember 1583 berief ihn Papst Gregor XIII. in das Kardinalskollegium. Die Bischofsweihe erhielt Georg Radziwill am 26. Dezember des Jahres durch Kardinal Alberto Bolognetti, Apostolischer Nuntius in Polen, Mitkonsekratoren  waren Melchior Giedroyc der Bischof von Žemaitija (Samogizia o Tels; Zmudz) (Litauen) und Bischof Cyprian Wilinski, der ihn schon zum Priester weihte. Die feierliche Installation als Kardinalpriester der römischen Titelkirche San Sisto fand am 14. Juli 1586 statt. Am 9. August 1591 wurde er zum Bischof von Krakau ernannt und am 25. Mai 1592 in der Wawel-Kathedrale in das Bistum eingeführt.
1592 wurde Radziwiłł Berater des polnischen Königs Sigismund III. Wasa.
Nach seinem Tod wurde Kardinal Radziwiłł unter der Szafraniec-Kapelle der Wawel-Kathedrale in Krakau bestattet.